# Partido del Congreso de Botsuana
El Partido del Congreso de Botsuana (en inglés: Botswana Congress Party), abreviado como BCP, es un partido político botsuano de ideología socialdemócrata. Fue fundado el 20 de junio de 1998 bajo el liderazgo de Michael Dingake, hasta entonces vicepresidente del Frente Nacional de Botsuana, en el marco de una disputa con su presidente, Kenneth Koma. Desde entonces se mantuvo como una de las principales fuerzas opositoras al gobierno continuo del entonces dominante Partido Democrático de Botsuana. Desde el año 2010, el partido ha sido presidido por Dumelang Saleshando.
Los parlamentarios del BNF que participaron en la fundación del BCP incluyeron a Michael Dingake, Gilson Saleshando, Paul Rantao, Maitshwarelo Dabutha, Isaac Mabiletsa y Vain Mamela. La primera conferencia nacional del BCP se llevó a cabo en abril de 1999, antes de las elecciones generales de octubre de 1999. De 1998 a 2001, el BCP estuvo dirigido por el escritor y activista Michael Dingake. En 2001, Otlaadisa Koosaletse se convirtió en su líder. En las sucesivas elecciones, el BCP tuvo dificultades para combatir la fuerte maquinaria del BNF entre los votantes opositores, lo que implicó que solo estuviera representado por un escaño en la Asamblea Nacional. En 2005, Gilson Saleshando derrotó a Koosaletse para liderar el partido. En 2010, tras un considerable crecimiento en las elecciones de 2009, el BCP se fusionó con el Movimiento de la Alianza de Botsuana (BAM), aunque básicamente absorbió al partido.
En 2017, el BCP se unió a la coalición Paraguas para el Cambio Democrático (UDC) junto al BNF y el BPP, con miras a unificar a la oposición de cara a las elecciones de 2019. Durante este período, Saleshando fue vicepresidente de la alianza, con Duma Boko del BNF como presidente y líder. Las elecciones fueron un duro revés para la oposición, que perdió buena parte de su base urbana de votantes ante el BDP a la par que experimentaba un crecimiento en las regiones del Distrito Central antes fuertemente oficialista, debido al respaldo del expresidente Ian Khama. El BCP fue el partido más beneficiado del crecimiento opositor en el norte, y 11 de los 20 candidatos de la UDC que respondían al partido resultaron electos. Debido a la derrota de Boko en su circunscripción, Saleshando asumió como líder de la Oposición en la Asamblea Nacional, el primer parlamentario ajeno al BNF en llegar al cargo luego de un resultado electoral y no por una deserción parlamentaria. Sin embargo, los crecientes conflictos entre Boko y Saleshando por el liderazgo de la alianza motivaron una disputa interna en el partido, con 4 de sus 11 parlamentarios (liderados por Dithapelo Keorapetse colaborando en expulsar a Saleshando del cargo de líder de la Oposición y siendo suspendidos debido a esto. Finalmente, en mayo de 2023, el BCP abandonó la UDC y anunció su intención de competir en solitario en las elecciones de 2024. En estos comicios la UDC obtuvo la victoria y el BCP se ubicó en segundo puesto con 15 escaños, convirtiéndose en principal partido de la oposición.
El BCP concentra la mayor parte de su apoyo popular en el norte del país, concretamente en los distritos de Ngamilandia y Chobe. También es fuerte en Francistown, algunas regiones del Distrito Central y tiene una base de votos alta en la capital, Gaborone, aunque es menos fuerte en otras áreas del sur del país. Su restricción a regiones remotas con poca representación parlamentaria y un voto urbano insuficiente han llevado a que sea históricamente el partido más afectado por el sistema electoral uninominal del país, viéndose en general subrepresentado respecto al porcentaje de voto popular que obtiene.

## Resultados

### Elecciones generales
|  | 11.90 % |

|  | 16.62 % |

|  | 19.15 % |

|  | 20.43 % |

|  | 14.57 % |

|  | 20.99 % |

### Elecciones locales
|  | 12.59 % |

|  | 16.27 % |

|  | 19.63 % |

|  | 21.45 % |